# Castello di Albegno
Il castello di Treviolo o dei Solza è un castello in rovina nel comune di Treviolo, in provincia di Bergamo.

## Storia
Il castello, forse già esistente nell'XI secolo, viene citato in alcuni documenti del XII secolo, in occasione dell'occupazione del paese da parte della famiglia Suardi, di fazione ghibellina.
Nel 1405 lo scontro con la famiglia Colleoni di fazione guelfa si fece aspra, vennero distrutti molti fabbricati e uccisi molti abitanti, solo il dominio veneto nel 1428 rimise equilibrio tra le famiglie bergamasche.
Dopo la pace di Ferrara, il castello tornò ai di proprietà della famiglia Solza, fino ai primi anni del  XIX secolo.

## Descrizione
Dell'edificio c'è poca testimonianza, le guerre che lo hanno visto protagonista e l'incuria del tempo lo hanno quasi completamente danneggiato-
Sono rimasti la torre, l'ingresso con tracce del ponte levatoio  e la cinta muraria con i ciottolati che la compongono che sono disposti a spina di pesce, e i mattoncini a rinforzo dei cantonali in pietra della torre.